# Ширак (хліб)
Ширак (саж) (тур. Yufka (ар.خبز الصاج) — один із бедуїнських сортів хліба з води, борошна та солі, який поширився в арабських та мусульманських країнах в часи Османської імперії. Замішане тісто розкручують у повітрі у формі тонкого великого кругу діаметром до 1м. Одношаровий хліб потім запікають на розпеченому шматку металу під назвою «саж», в честь якого і названий хліб. Коли ширак починає набувати коричневого кольору, його перевертають на іншу сторону. Час випікання приблизно 2-3 хвилини, після чого хліб залишають остигати на 10–12 хвилин. Ширак зазвичай порівнюють із різновидом середньоморського хліба піта.

## Назва

### Синай
Поширений в Негеві та на Синайському півострові, ширак входить до складу повсякденних бедуїнських страв. Бедуїнський ширак відрізняється від турецького та іракського хрусткістю та більшою товщиною.

### Туреччина
У Туреччині ширак називається ікмі, що з турецької означає «паперовий хліб». Турки випікають його з борошна, молока, води, масла, цукру, дріжджів і солі.

### Сирія, Ліван, Палестина
Хліб відомий тим, що готується він із цільного пшеничного борошна і випікається на сажі(опуклому шматку метала). Цей ширак має кргулу форму, тонкий та є великим у розмірах. Він відомий у багатьох регіонах Сирії ще здавна, а зараз його використовують у приготуванні місцевого фастфуду.

### Йорданія
Використовується у приготуванні менсафу, а також у супі ер-рушуф. Деякі бедуїнські племена готують його щодня.

### Саудівська Аравія
В Саудівській Аравії ширак називається «курсан», що з арбської перекладається як «диск», через форму хліба. Найчастіше його виготовляють з цільнозернового борошна.

### Ірак і Катар
В Іраку та Катарі назва шираку — «ар-ракайк» або «ракак» (теж саме що й ар-ракайк, але з додаванням яєць у тісто). Після випікання хлібин їм дають остигнути. Зберігають їх стосами, кладучи один на один. Перед вживанням на хлібину капають трохи води, щоб розм'якшити її. У Катарі це один із головних інгредієнтів для приготування сариду, який вважається незамінною стравою на столі у під час Рамадану. Хліб починають випікати ще до початку Рамадану і зберігають його в спеціальних мішках або картонних коробках, тому що він має великий термін придатності і надовго зберігає свою хрусткість.
Це також популярна страва у Ірані, Афганістані та Пакистані.